# Valeriy Berezovskiy
Valeriy Berezovskiy (23 luglio 1975) è un allenatore di calcio ed ex calciatore kirghiso, di ruolo attaccante.